# درع هنري الثاني ملك فرنسا
درع هنري الثاني ملك فرنسا هو أكثر الدروع الاستعراضية دقة في فرنسا، يعود تاريخ تصميمه إلى مابين سنتي 1553 و1555، حيث قام بتصميمه الصائغ الفرنسي ديلون مستخدما الذهب والفضة والجلود والقماش الأحمر المخملي. تم تصميم الدرع ليستخدمه هنري الثاني في المراسم والاستعراضات الاحتفالية.
وقد حصل عليه متحف المتروبوليتان للفنون في نيويورك سنة 1939 حيث كان ضمن مجموعة هاريس بريسبان ديك.ولا يزال الدرع معروضا بالمتحف إلى يومنا هذا.

## معرض صور

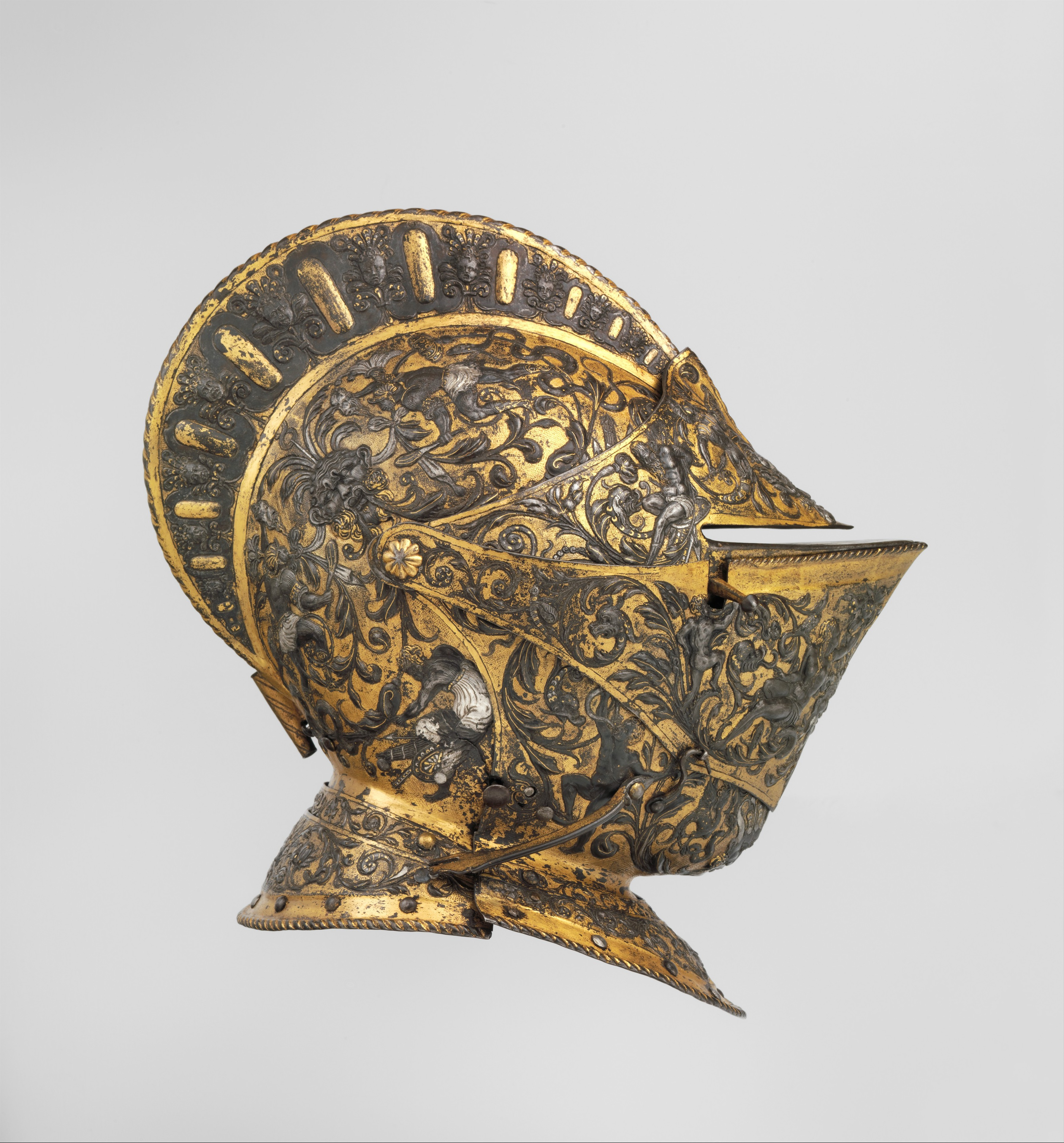
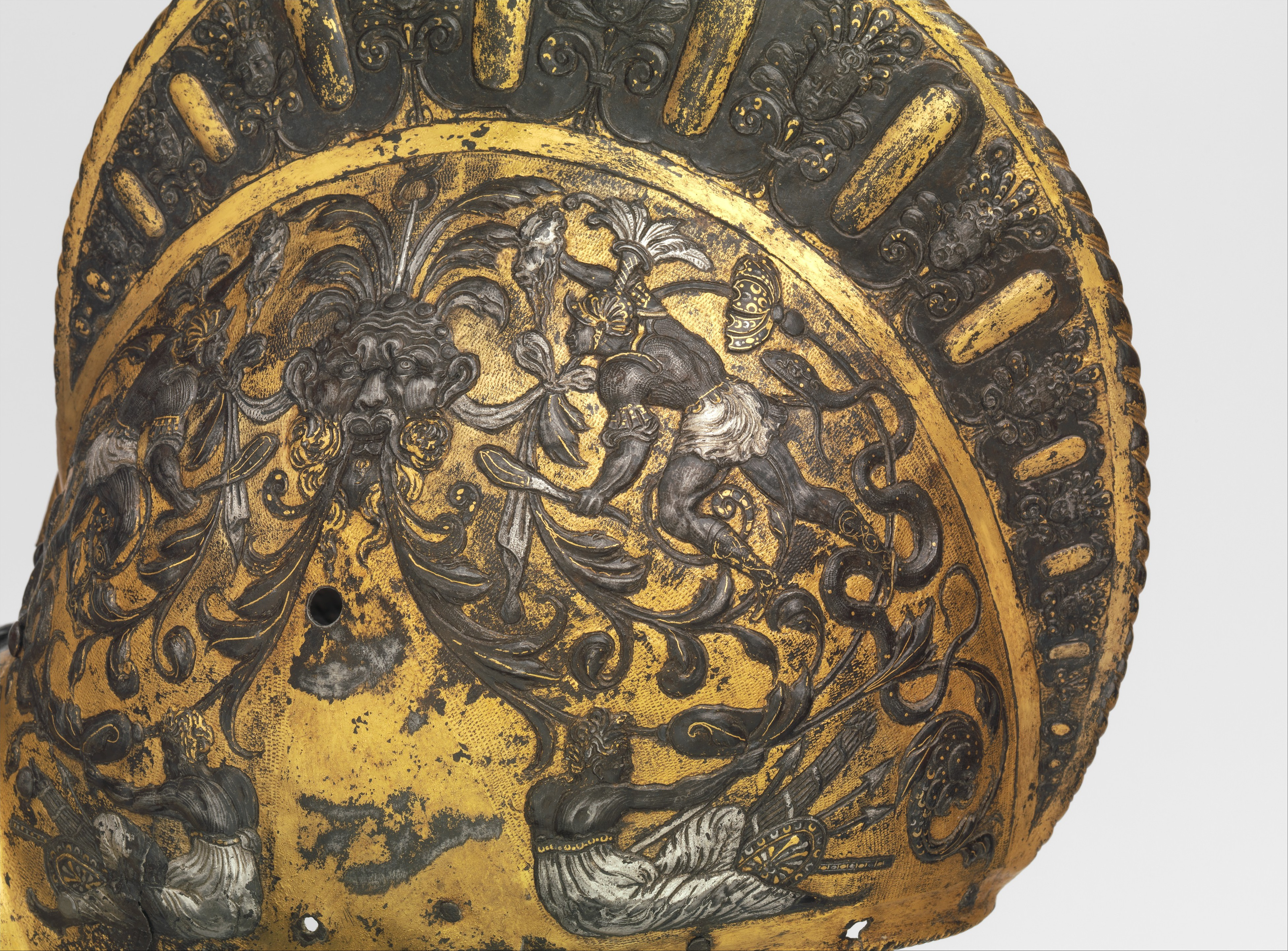
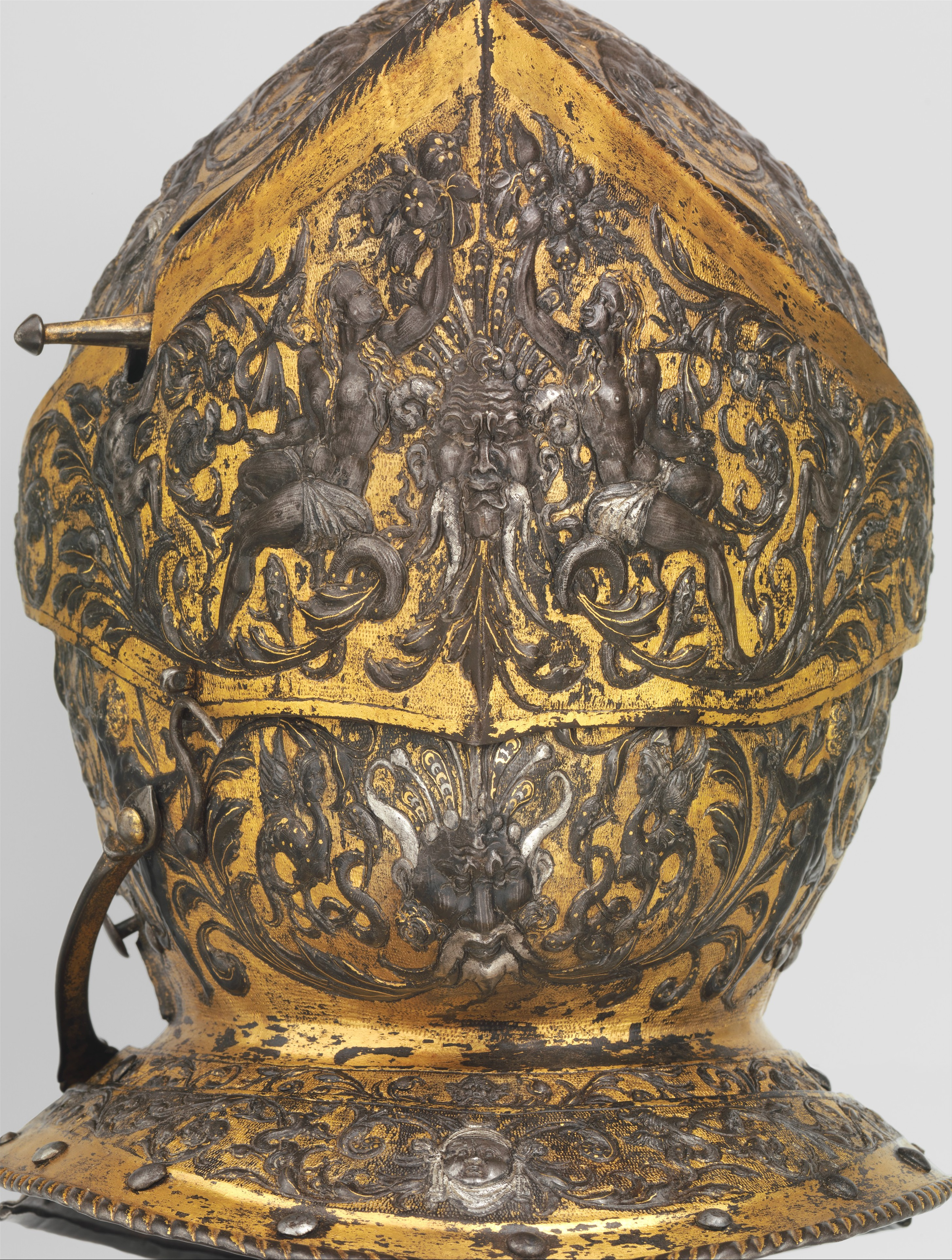
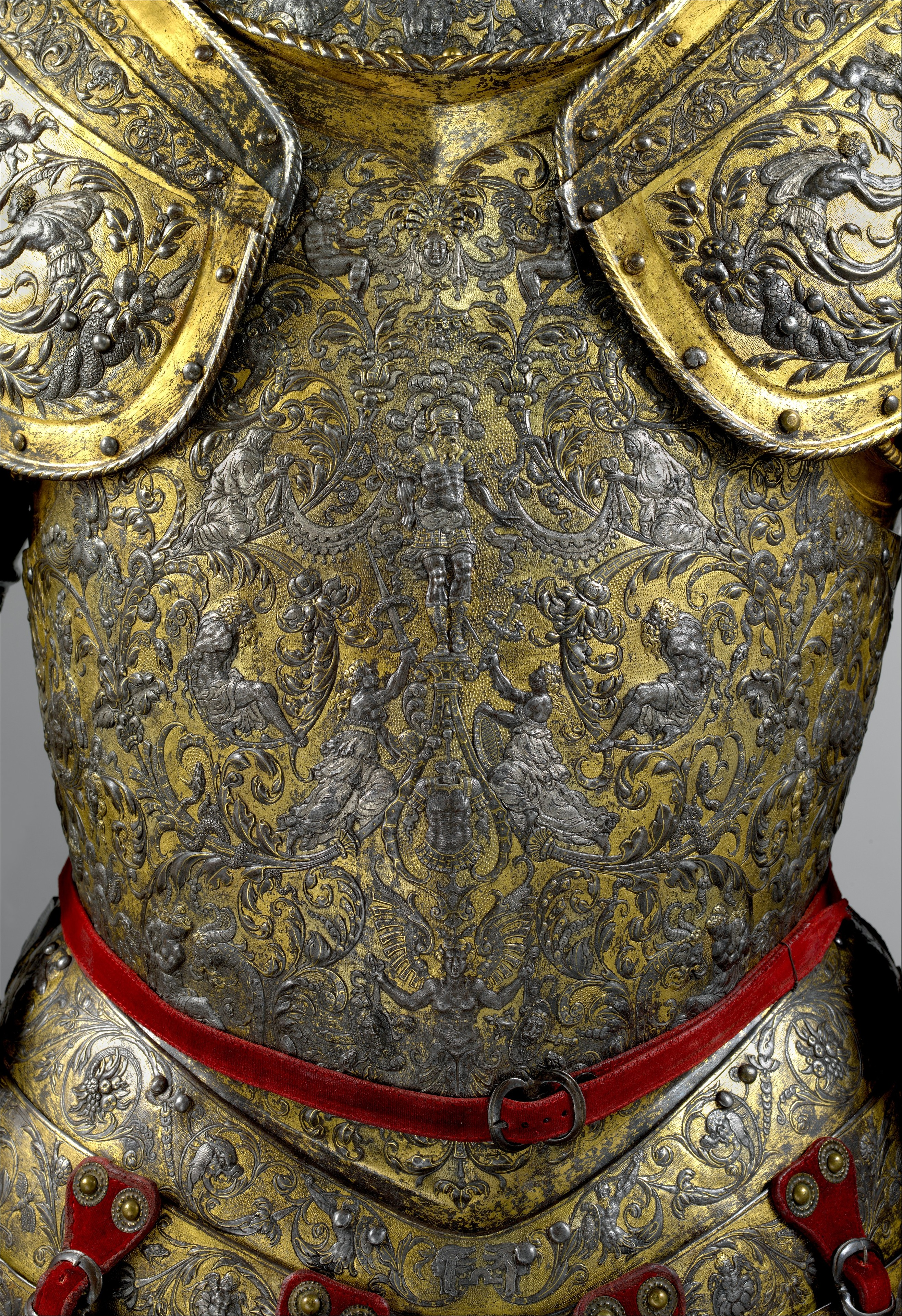